# Bohumil Fischer
Bohumil Fischer (29. dubna 1864 Praha – 22. prosince 1934 Praha) byl český a československý politik a poslanec Revolučního národního shromáždění Republiky československé.

## Biografie
Byl synem knihaře Josefa Fischera (1826–1882) a jeho manželky (1827–1897); sám se vyučil knihařem. Angažoval se v živnostenských spolcích. Od roku 1896 byl starostou pražského společenstva knihařů, tehdy coby nejmladší starosta živnostenské korporace v Čechách. Angažoval se v čele Zemské jednoty řemeslných a živnostenských společenstev v Čechách a byl aktivní říšské živnostenské radě ve Vídni. Působil také v pražské živnostenské komoře. Od roku 1906 jako člen její živnostenské sekce a později i její předseda. Nakonec dosáhl postu místopředsedy pražské živnostenské komory.
Před rokem 1918 se angažoval v mladočeské straně. Od roku 1918 zasedal v Revolučním národním shromáždění za Českou státoprávní demokracii, respektive za z ní vzniklou Československou národní demokracii. Byl profesí majitelem knihařského závodu.
Zemřel 22. prosince 1934.